# Saint-Amand-sur-Sèvre
Saint-Amand-sur-Sèvre település Franciaországban, Deux-Sèvres megyében. Lakosainak száma 1421 fő (2022. január 1.). Saint-Amand-sur-Sèvre Mauléon, Montravers, La Petite-Boissière, Sèvremont és Treize-Vents községekkel határos.

## Népesség
A település népessége az elmúlt években az alábbi módon változott:
| Lakosok száma | 1328 | 1386 | 1431 | 1409 | 1408 | 1408 | 1408 | 1415 | 1421 |
|               | 2013 | 2015 | 2016 | 2017 | 2018 | 2019 | 2020 | 2021 | 2022 |